# Helina ulundi
Helina ulundi este o specie de muște din genul Helina, familia Muscidae. A fost descrisă pentru prima dată de Malloch în anul 1922. Conform Catalogue of Life specia Helina ulundi nu are subspecii cunoscute.